# Bouteloua alamosana
Bouteloua alamosana là một loài thực vật có hoa trong họ Hòa thảo. Loài này được Vasey ex Rose mô tả khoa học đầu tiên năm 1891.